# Лідери антигітлерівської коаліції

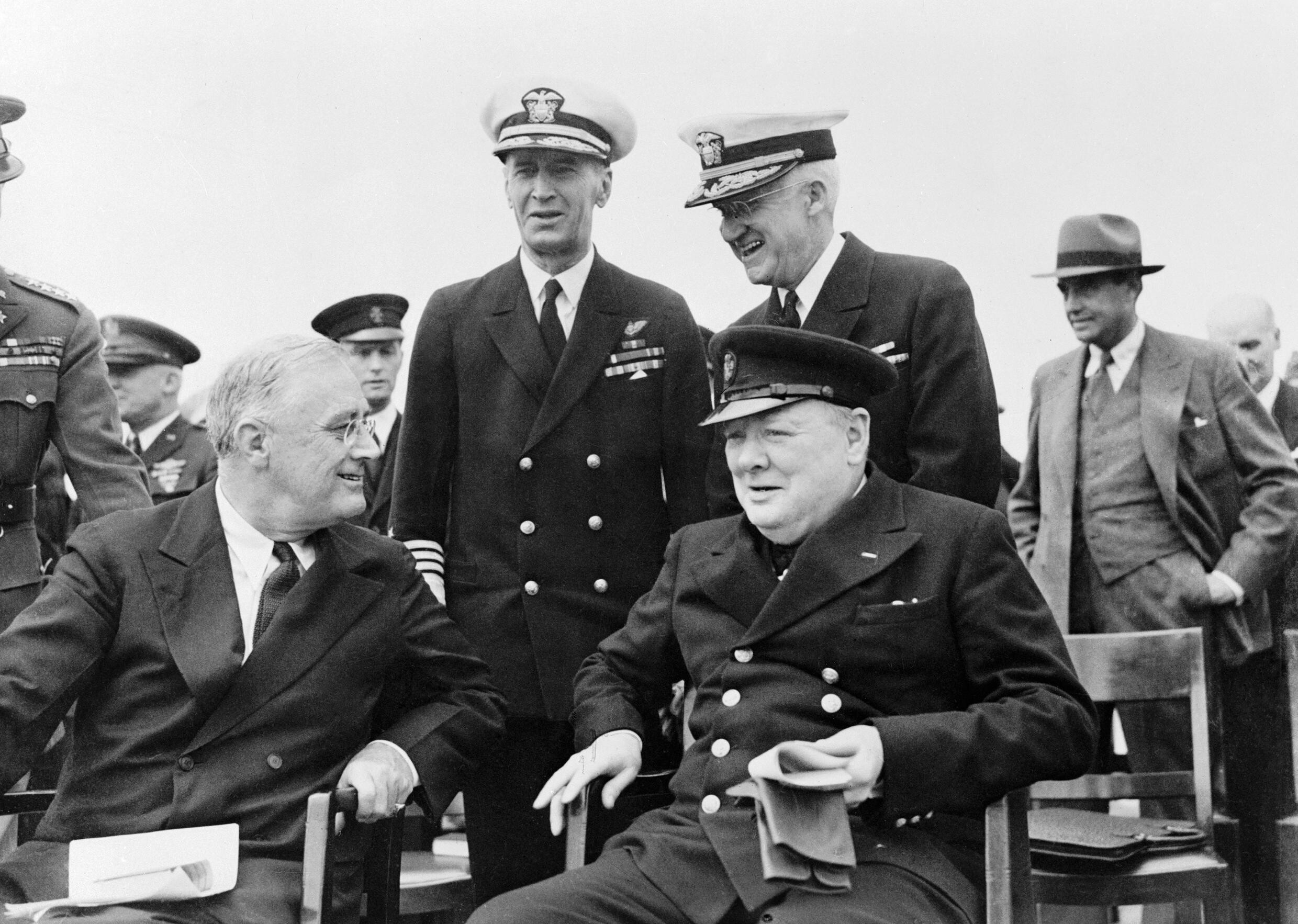
Рузвельт і Черчилль на борту «Принца Вельського»

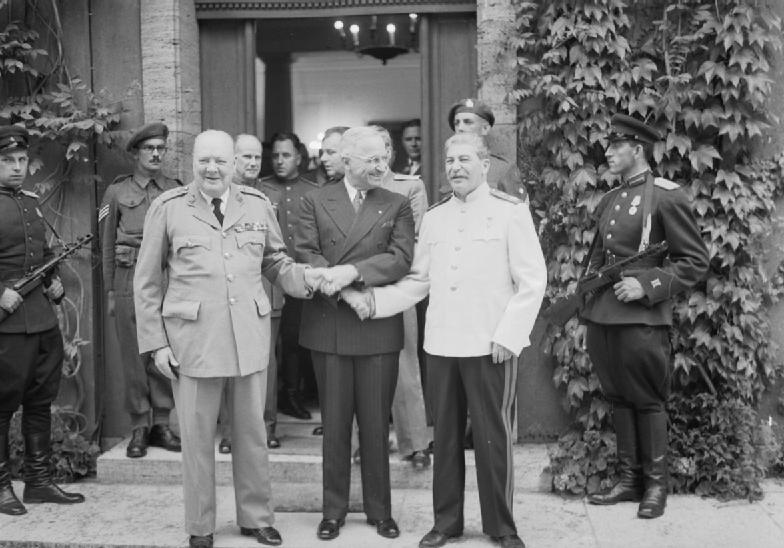
Потсдамська конференція (Сталін, Трумен, Черчілль)

Лідери антигітлерівської коаліції були важливими діячами Другої світової війни. Загальновизнаною політичною програмою коаліції була Атлантична хартія від 14 серпня 1941 року, яку запропонував президент США Франклін Рузвельт. Продовженням Антигітлерівської коаліції у повоєнний час стало створення Організації Об'єднаних Націй.

## Албанія
- Енвер Ходжа, Албанська партія праці.

## Бельгія
- Леопольд III. Залишився в Брюсселі й не очолив уряд у вигнанні, втративши довіру нації та уряду, хоч слідча комісія визнала Леопольда невинним у співпраці з нацистами. 16 липня 1951 року зрікся престолу на користь сина Бодуена I.
- Юбер П'єрло, прем'єр-міністр країни у 1939—1945 роках. Вступив у конфлікт з королем.
- П'єр Рікманс — генерал-губернатор африканської колонії Бельгії — Бельгійське Конго. Конголезькі війська підтримували британців у Східній Африці і Конго.
- Віктор ван Стрідонк — генерал бельгійської армії під час вторгнення в Бельгію. Став командувачем бельгійських сил у Великій Британії. Верховне командування Союзних експедиційних сил.
- Огюст Гілерт, командувач бельгійським експедиційними силами в ході Східно-Африканської кампанії.

## Бразилія (1942—1945)
- Жетулью Варгас — президент Бразилії з 1930 по 1945 роки. Бразильська сторона запропонувала задіяти власну армію у воєнних діях. Участь у війні фатальним чином позначилась на політиці Варгаса. Суттєво зросли антидиктаторські настрої.
- Маскареньяс ді Морайс, очолив Бразильський експедиційний корпус. Бразильська дивізія воювала у складі четвертого корпусу п'ятої армії США на італійському фронті з вересня 1944 до капітуляції німецьких військ в Італії у квітні 1945 року.

## Британська імперія

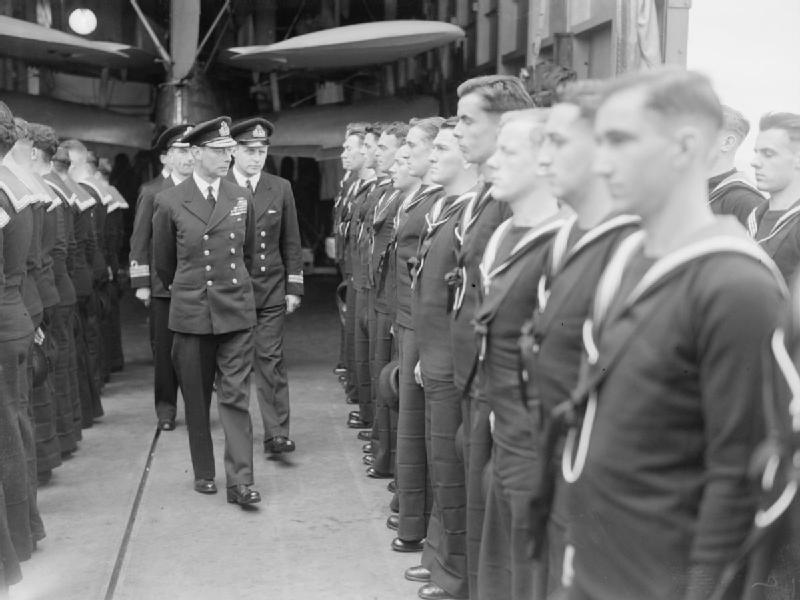
Георг VI

- Георг VI — король Великої Британії та домініонів. Головнокомандувач британськими Збройними Силами (11 грудня 1936 — 6 лютого 1952); Головнокомандувач Сухопутних силами, ВПС і ВМС Канади (11 грудня 1936 — 6 лютого 1952); Британський Фельдмаршал (11 грудня 1936). Адмірал флоту (11 грудня 1936). Маршал Королівських повітряних сил (11 грудня 1936) та Маршал Королівських Австралійських ВПС (1939, почесне звання). Став символом єднання нації[1].

### Австралія
- Роберт Мензіс, прем'єр-міністр країни[2].
- Артур Фадден, прем'єр-міністр країни[3].
- Джон Кертін, прем'єр-міністр країни[4].
- Френк Форд, прем'єр-міністр країни[5].
- Бен Чіфлі, прем'єр-міністр країни[6].
- Сер Томас Блемі (фельдмаршал) — головний командувач австралійських збройних сил і командувач союзними сухопутними військами в південно-західній частині Тихого океану.
- Джон Норткотт — начальник Генерального штабу.
- Сер Бруденел Вайт — начальник Генерального штабу.
- Вернон Старді — начальник Генерального штабу.
- Сер Рагнар Колвін, Австралійська морська рада.
- Сер Гай Ройл, Австралійська морська рада.
- Сер Льюїс Гамільтон, Австралійська морська рада.

### Британська Малайя

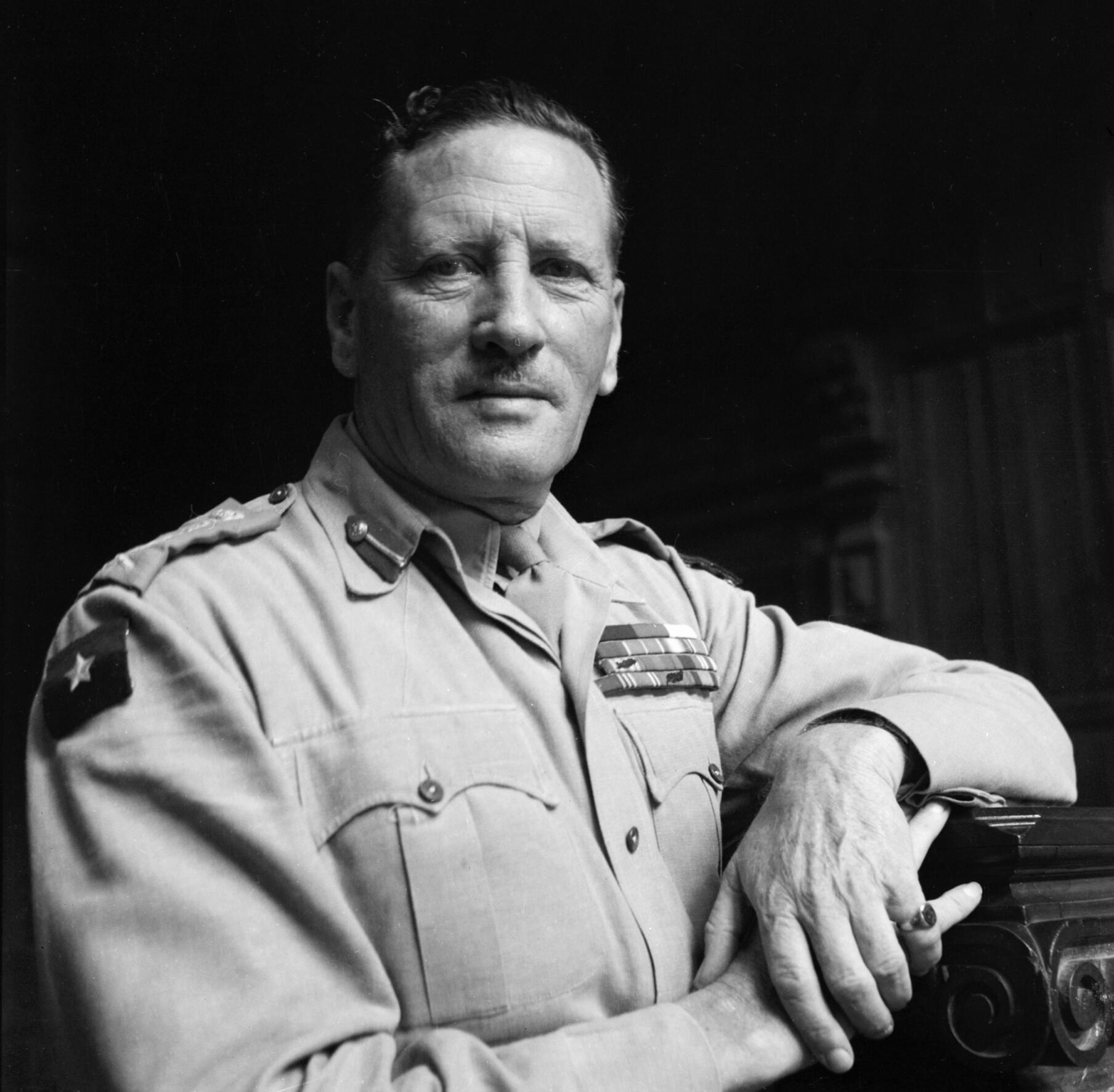
Клод Окінлек

- Шентон Томас — губернатор і британський Верховний комісар (1934—1942). Військовополонений.
- Артур Персіваль — командував силами Британської Співдружності під час японської-малайської кампанії і подальшій битві за Сінгапур. Капітуляція Сінгапуру стала найбільшою капітуляцією в історії британської армії.[7]

### Індія
- Маркіз Лінлітгоу — віце-король і генерал-губернатор Індії у 1936—1943 рр.
- Мухаммед Алі Джинна, очолював Мусульманську лігу. Спонукав індійців воювати проти нацизму.
- Арчибальд Персівал Вейвелл, 1-й Граф Вейвелл — командувач британською армією на Близькому Сході та в Північній Африці під час Другої світової війни; передостанній віце-король Індії з 1943 по 1947.[8]
- Клод Окінлек

### Canada Канада

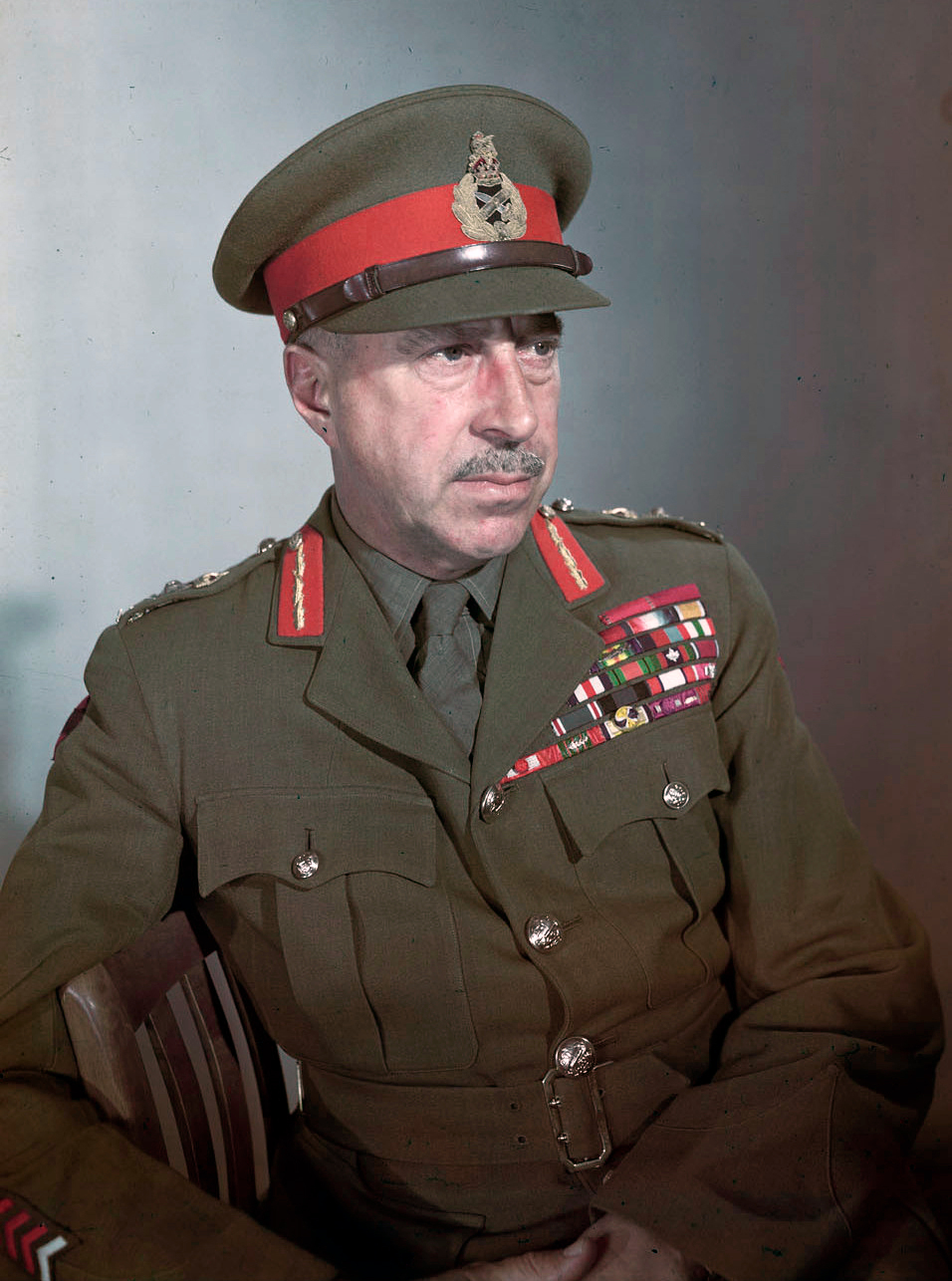
Гаррі Крірар

### Канада
- Маккензі Кінг — прем'єр-міністр Канади.
- Гаррі Крірар — генерал і де-факто  командир канадських військових під час війни[9].
- Гай Сімондс — командувач (II Канадський корпус та 1-ша армія). Участь: битва на Шельді, після чого призначений начальником Генерального штабу.
- Ендрю Макнотон — командувач (1-ша армія) та міністр національної оборони. Битва за Дьєпп.

### Нова Зеландія
- Майкл Джозеф Севідж — прем'єр-міністр Нової Зеландії з 1935 року до своєї смерті в 1940 році.
- Пітер Фрейзер — прем'єр-міністр Нової Зеландії.
- Бернард Фрейберг, 1-й барон Фрейберг — командувач 2-го Експедиційного корпусу (2nd New Zealand Expeditionary Force) і 2-ї дивізії (New Zealand 2nd Division). Очолив війська союзників під час битви за Крит. Після війни він служив генерал-губернатором Нової Зеландії.

### Ньюфауленд
- Сер Хамфрі Волвен — губернатор та голова Комісії Уряду. Всіляко підтримував фронт.

### Палестина
- Гарольд Макмайкл — британський колоніальний адміністратор, призначений Верховним комісаром Мандату у 1937—1944 рр.
- Генрі Мейтленд Вільсон, перший барон Вілсон — фельдмаршал і командувач Дев'ятої армії в Палестині. Сирійсько-Ліванська кампанія.

### Південна Родезія
- Сер Годфрі Хаггінс — прем'єр-міністр самоврядної колонії Південна Родезія.

### Південно-Африканський Союз
- Ян Смутс був прем'єр-міністром Південно-Африканського Союзу у 1939—1948 роках. Закликав до формування Організації Об'єднаних Націй.
- Джордж Брінк — генерал-лейтенант, командував 1-ю піхотною дивізією під час війни. Східноафриканська кампанія. Після війни він був відповідальний за демобілізацію.
- Ісаак П'єр де Вільє — генерал-майор, який командував 2-ю піхотною дивізією під час війни. Відповідав за внутрішні операції по забезпеченню безпеки.

### Сполучене Королівство Великої Британії та Північної Ірландії
- Невілл Чемберлен — прем'єр-міністр Великої Британії, проводив політику умиротворення, 10 травня 1940 року залишив пост прем'єр-міністра, поступившись ним Вінстону Черчиллю, прихильникові безкомпромісної боротьби з Гітлером.

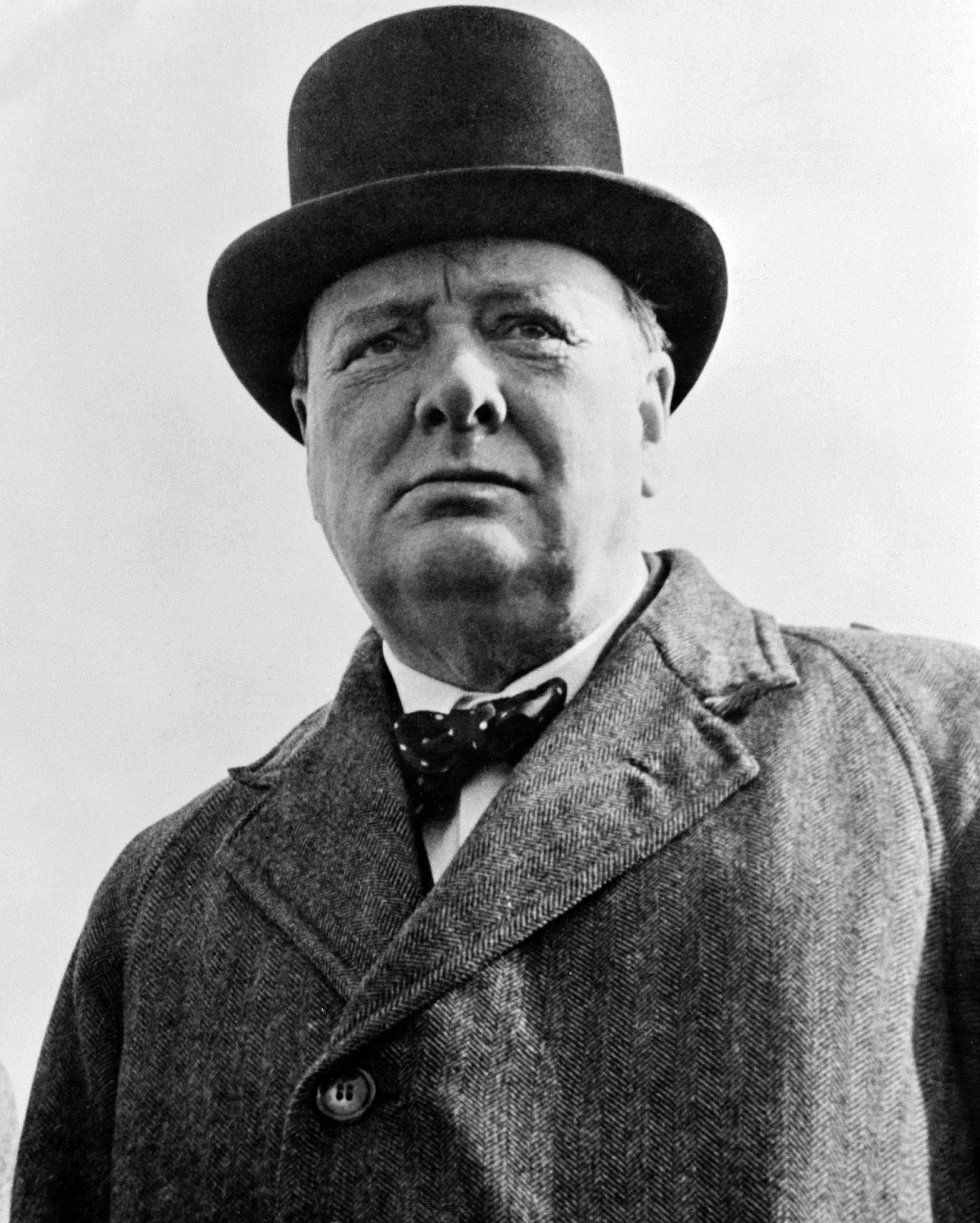
Вінстон Черчилль

- Вінстон ЧерчилльВінстон Черчилль
- Клемент Еттлі — 11-й Секретар з домініонів та голова лейбористів, 62-й Прем'єр-міністр Великої Британії (після перемоги Лейбористської партії на виборах у липні 1945 року).
- Дадлі Паунд — перший морський лорд. Найбільшим досягненням Паунда на посаді є перелом і підсумкова перемога над німецькими підводними човнами в ході Битви за Атлантику.
- Алан Френсіс Брук — виконував обов'язки начальника Генерального штабу, як голова Комітет начальників штабів був найважливішим військовим радником прем'єр-міністра Великої Британії Вінстона Черчилля.
- Ендрю Браун Каннінгем — адмірал флоту Королівського військово-морського флоту Великої Британії.
- Джеймс Сомервілль — адмірал флоту Королівського військово-морського флоту Великої Британії. Участь: Рейд в Індійський океан та Бій біля мису Спартівенто.
- Чарльз Портал — маршал королівських військово-повітряних сил Великої Британії (1944), начальник штабу ВПС Великої Британії, командувач ВПС Сполученого Королівства.
- Александер Гаролд Руперт Леофрік Джордж I — керував евакуацією британських військ під Дюнкерком, наступом союзників у Тунісі, захопленням Сицилії та Південної Італії, прийняв капітуляцію Італії, з 1944 фельдмаршал; генерал-губернатор Канади, міністр оборони у кабінеті Вінстона Черчілля.
- Джон Стендіш Ґорт — командував британськими експедиційними силами у Франції. З липня 1940 року — генерал-інспектор військового навчання і інспектор збройних сил в метрополії. 72-й губернатор Гібралтару і 32-й губернатор Мальти. 1943 року отримав чин фельдмаршала. З жовтня 1944 по листопад 1945 року був Верховним комісаром у Палестині, одночасно — Головнокомандувачем британськими військами в Палестині і генерал-ад'ютантом Його Величності.
- Берна́рд Ло́у Монтґо́мері, перший віконт Монтґомері Аламейнський — командувач 8-ю англійською армією в Північній Африці, головнокомандувач британськими окупаційними військами в Німеччині.
- Г'ю Даудінг, 1-й барон Даудінг — командував ВПС під час Битви за Британію.
- Артур Гарріс — очільник бомбардувального командування Королівських ВПС в період Другої світової війни.
- Луїс Маунтбеттен, 1-й граф Маунтбеттен Бірманський, адмірал флоту, Верховний головнокомандувач союзними військами Південно-Східного округу (у 1943).
- Вільям Слім, 1-й віконт Слім — очолив 14- британську армію в Бірмі.

## Королівство Греція (1940—1945)
- Георг II
- Іоанніс Метаксас — прем'єр-міністр Греції.
- Александрос Папагос — прем'єр-міністр Греції.

## Королівство Данія (1940—1945)
- Кристіан X
- Торвальд Стаунінг, прем'єр-міністр країни.
- Вільгельм Бюл, прем'єр-міністр країни.
- Ерік Скавеніус, прем'єр-міністр країни.

## Ефіопська імперія
- Хайле Селассіє I

## Королівство Єгипет
- Фарук I, король.
- Ахмад Махір-паша, прем'єр-міністр Єгипту.

## Іран
- Мохаммед Реза Пахлаві шахіншах Ірану. Шах підписав Договір про союз з Англією і Радянським Союзом у січні 1942 року, згідно з яким Іран надавав невійськову допомогу армії союзників.

## Китайська республіка
- Лінь Сень — президент Республіки Китай.
- Чан Кайші — президент Республіки Китай.
- Мао Цзедун — лідер Комуністичної партії.

## Корея
- Кім Гу, президент.

## Ліберія
- Едвін Барклей, президент у 1930—1944.
- Вільям Табмен, президент у 1944—1971.

## Велике герцогство Люксембург
- Шарлотта
- П'єр Дюпон, прем'єр-міністр країни.

## Мексика (1942—1945)
- Мануель Авіла Камачо — президент Мексики.[10]

## Монгольська народна Республіка
- Чойбалсан Хорлоґійн, комуністичний лідер та маршал Монголії.

## Королівство Нідерландів (1940—1945)
- Вільгельміна

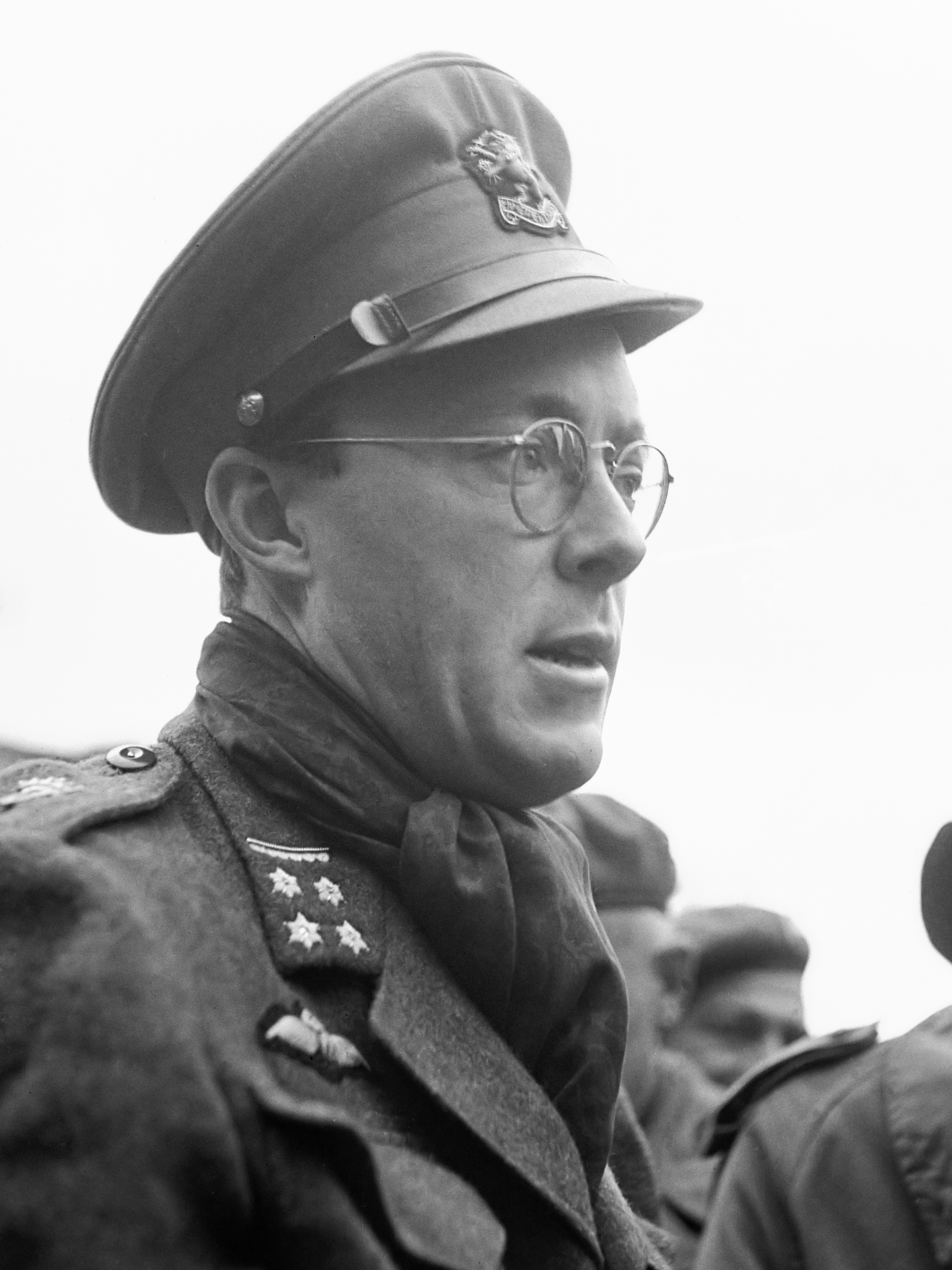
Бернард Ліппе-Бестерфельдський у 1945.

- Бернард Ліппе-Бестерфельдський, був головнокомандувачем нідерландських збройних сил і брав активну участь у боротьбі союзників з військами рейху.
- Дірк Ян де Гер, прем'єр-міністр країни.
- Пітер Гербранді, прем'єр-міністр країни.
- Ісаак Рейндерс — головнокомандувач (збройні сили Нідерландів, 1939—1940).
- Генрі Вількельман — головнокомандувач (збройні сили Нідерландів, голландська операція (1940). Військовополонений.
- Годфрід ван Вурст тот Вурст — заступник головнокомандувача (збройні сили Нідерландів, голландська операція (1940).
- Конрад Хелфріх — віце-адмірал Королівського флоту під час Голландсько-Ост-Індської операції. Підписав Акт про капітуляцію Японії[11].

## Королівство Норвегія
- Гокон VII
- Юхан Нюгорсвольд, прем'єр-міністр країни.
- Отто Руге, командувач Норвезької кампанії.
- Принц Олаф

## Польща
- Ігнацій Мосцицький, президент Польщі у 1926—1939 рр. У грудні 1939 р. переїхав із сім'єю до Швейцарії.
- Феліціян Славой Складковський — прем'єр-міністр та міністр внутрішніх справ Польщі.
- Едвард Ридз-Сміглий — головнокомандувач польської армії під час Польської кампанії 1939 року; після поразки польських військ інтернований до Румунії.
- Владислав Рачкевич — президент Польщі (за кордоном) (1939—1947).
- Владислав Сікорський — генерал Війська Польського. Учасник польського самостійницького руху. Підписав договір про співпрацю з СРСР, знаний як Угода Сікорського-Майського.
- Станіслав Миколайчик, прем'єр-міністр країни.
- Томаш Арцішевський, прем'єр-міністр країни.
- Казімєж Соснковський — очолив «Союз збройної боротьби» — польський рух опору.
- Владислав Андерс — командувач Польської армії в СРСР, 1942—1943 — Польської армії на Сході і 1943—1946 — 2-го Польського корпусу, зокрема в битві за Монте-Кассіно.
- Тадеуш Бур-Коморовський — генерал, під час Другої світової війни керував Армією Крайовою та підлеглими БХ (батальйонами хлопськими).
- Станіслав Мачек
- Станіслав Сосабовський — командуючий 1-ю самостійною парашутною бригадою Польщі (1944) у складі армії Великої Британії.

## СРСР (1941—1945)

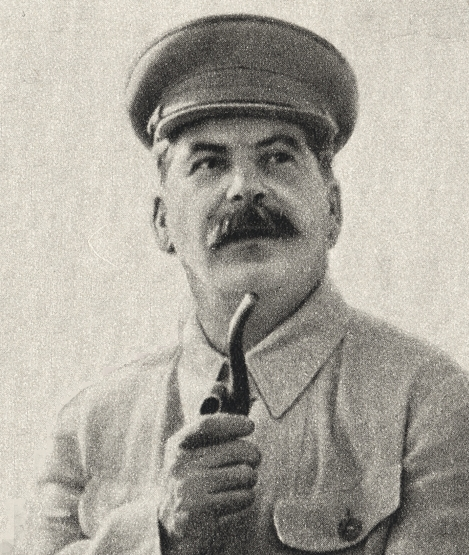
Йосип Сталін

- Сталін Йосип Віссаріонович — керівник уряду СРСР (Голова Раднаркому СРСР від 1941 р., Генералісимус Радянського Союзу (1945).
- Жуков Георгій Костянтинович — заступник Верховного Головнокомандувача Збройними Силами СРСР — перший заступник Народного комісара оборони СРСР, начальник Генерального штабу Червоної армії — заступник Народного комісара оборони СРСР.
- Кузнецов Микола Герасимович — народний комісар Військово-Морського Флоту СРСР (1939—1946), головнокомандувач Військово-Морського Флоту СРСР.
- Молотов В'ячеслав Михайлович — народний Комісар Закордонних Справ СРСР.
- Калінін Михайло Іванович — голова Президії Верховної Ради СРСР. Винуватець Катинського розстрілу.
- Чуйков Василь Іванович — командував 62-ю (з травня 1943 — 8-ю гвардійською) армією, особовий склад якої проявив стійкість і масовий героїзм під час Сталінградської битви.
- Говоров Леонід Олександрович — призначений командувачем військами Ленінградського фронту.
- Конєв Іван Степанович — командувач 19-ю армією.
- Мерецков Кирило Панасович
- Баграмян Іван Христофорович
- Рокоссовський Костянтин Костянтинович
- Шапошников Борис Михайлович
- Тимошенко Семен Костянтинович
- Толбухін Федір Іванович
- Василевський Олександр Михайлович
- Захаров Матвій Васильович
- Хрущов Микита Сергійович

## США (1941—1945)

Франклін Делано Рузвельт

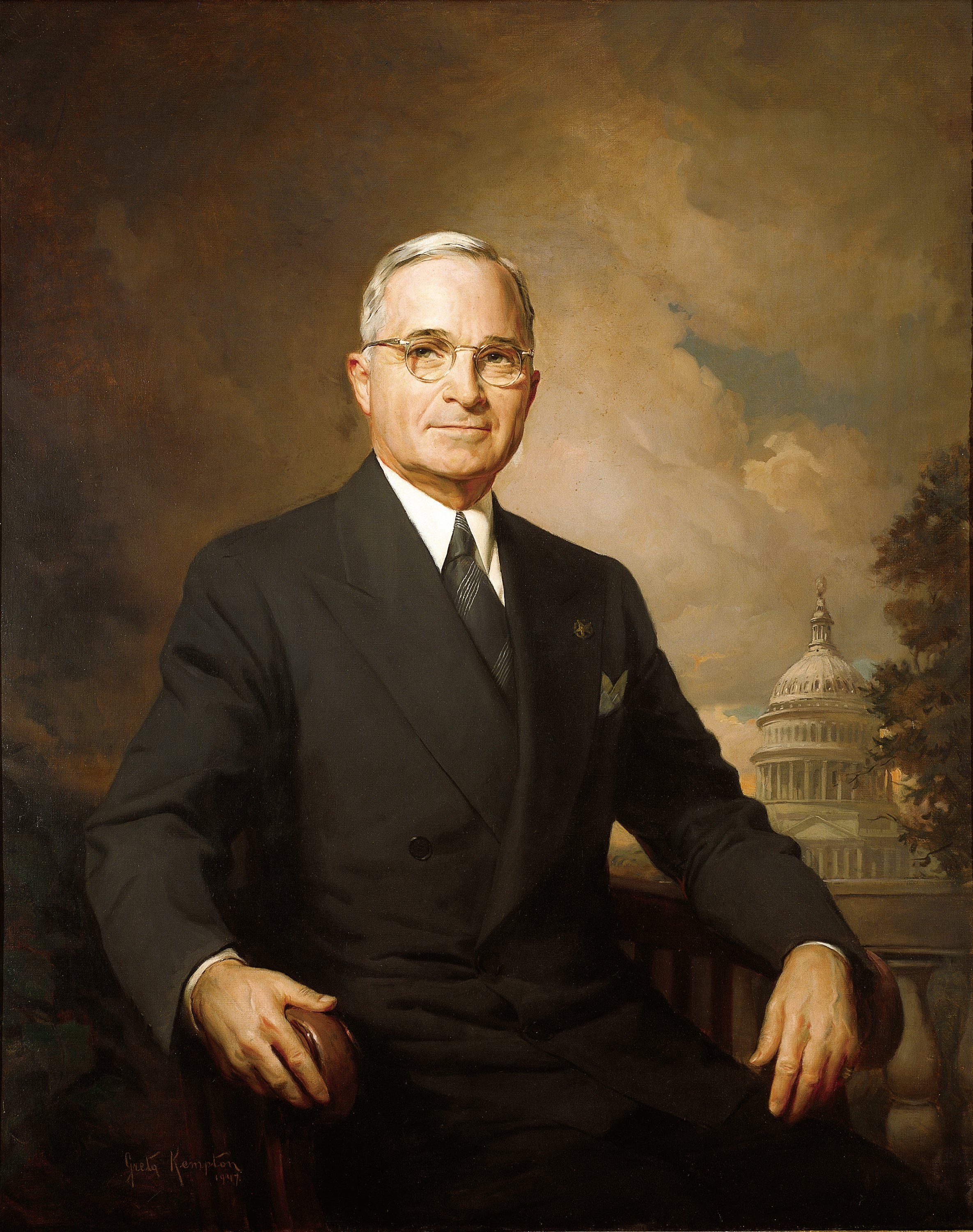
Гаррі Трумен

- Франклін Делано Рузвельт, 32-й Президент США, запровадив програму ленд-лізу для підтримки військових союзників і підготував Атлантичну хартію.
- Гаррі Трумен, 33-й президент Сполучених Штатів (1945—1953 роки). Завершив кампанію у Японії застосуванням ядерної зброї.
- Джордж Маршалл — генерал армії США (16 грудня 1944), начальник штабу Армії США (1939—1945), державний секретар (1947—1949) і міністр оборони США (1950—1951), ініціатор плану Маршалла, лауреат Нобелівської премії миру 1953.
- Ернест Кінг, керував військово-морськими силами Сполучених Штатів.
- Генрі Льюїс Стімсон — обіймав посаду військового міністра і Державного секретаря, здійснював нагляд за створенням атомної бомби.
- Корделл Голл, займав пост державного секретаря 11 років (1933—1944). Лауреат Нобелівської премії миру 1945 року.
- Вільям Джозеф Донаван — керівник Управління стратегічних служб, УСС. Отримав медаль «За видатні заслуги» армії США.
- Джон Едгар Гувер — директор Федерального бюро розслідувань.

### Європа та Африка
- Дуайт Ейзенхауер — головнокомандувач сил Антигітлерівської коаліції в Європі, генерал армії США (1944). 34-й Президент Сполучених Штатів Америки з 20 січня 1953.
- Омар Бредлі — один з основних командирів Армії США у Північній Африці і Європі. За його командування 1-ша армія одержала перемогу в операції «Оверлорд». Генерал армії.
- Марк Вейн Кларк — керманич Італійської кампанії. Висадка союзників в Італії, операція «Шінгл» та битва при Монте-Кассіно. Взяття Риму.
- Джордж Сміт Паттон — командувач Третьою армією США. Участь: Північно-Африканська кампанія, Сицилійська операція, операція «Оверлорд» та Центрально-Європейська операція.
- Карл Спаатс — воєначальник Повітряних сил країни, генерал, перший Начальник штабу Повітряних сил США.

### Тихоокеанський театр
- Дуглас Макартур, генерал армії та головнокомандувач більшої частини союзних військ на Тихоокеанському театрі воєнних дій.
- Честер Німіц, адмірал флоту та головнокомандувач тихоокеанського флоту США.
- Голланд Сміт, воєначальник США, генерал морської піхоти, один з командирів союзницьких сил під час Другої світової війни. Відомий як «батько морських десантників США». Алеутська операція, кампанія в центральній частині Тихого океану та битва за Іодзіму.
- Вільям Голсі адмірал флоту, командувач 3-го флоту. Участь: битва за Гуадалканал та битва в затоці Лейте.
- Реймонд Еймс Спрюенс — адмірал та командувач флоту. Участь: битва за Мідвей та битва у Філіппінському морі.
- Френк Джек Флетчер — битва в Кораловому морі.
- Кертіс Лемей — генерал ВПС, виконував стратегічні бомбардування під час Другої світової війни.
- Газбенд Кіммел — американський адмірал, під час нападу японської авіації на Перл-Гарбор — головнокомандувач Тихоокеанським флотом США. Після нападу на Перл-Гарбор знятий з поста та понижений у званні.

## Франція (до 1940)
- Альбер Лебрен — президент Франції у період Третьої республіки (1932—1940). На зміну йому, після капітуляції Франції, прийшов Режим Віші.[12]
- Едуар Даладьє — 117-й Прем'єр-міністр Франції у 1938—1940. Виступав з ініціативою відправки в допомогу фінській армії французького допоміжного корпусу, але відмовився від ідеї. Після капітуляції арештований урядом Віші.
- Поль Рейно — прем'єр-міністр у 1940 р. Не підписав сепаратний мир з німцями, подавши у відставку.
- Філіпп Петен, прем'єр-міністр країни. Засновник так званого режиму Віші. 15 серпня 1945 р. суд визнав маршала винним у державній зраді.
- Моріс Гамелен — головнокомандувач французькою армією на початку Другої світової війни.
- Максим Вейган — головнокомандувач французькою армією у 1940 р., виступав за перемир'я з Німеччиною. Під час режиму Віші Вейган обіймав посаду міністра національної оборони.

### Вільна Франція
- Шарль де Голль організував у Лондоні рух «Вільна Франція» (пізніше «Бойова Франція»), і воював проти нацистів у 1940—1944 рр., був главою тимчасового уряду Франції 1944—1946 рр.
- Анрі Жиро — вів таємні переговори з союзниками, був співголовою Французького комітету національного визволення (разом з де Голлем).
- Філіпп Леклерк — генералом союзників по Антигітлерівській коаліції, який звільнив Париж у 1944 році. Проводив операції у Габоні, рейди до території Лівії.
- Альфонс Жуен — командувач експедиційним французьким корпусом.
- Марі П'єр Кьоніг — командувач Внутрішніми французькими військами.
- Жан Марі де Латр де Тассіньї — командувач військами Франції в Тунісі. Під його командуванням 1-ша армія захопила південну Францію.
- Жорж Катру — генерал-губернатор Французького Індокитаю та в. о. генерал-губернатора Алжиру.

## Чехословаччина
- Едвард Бенеш — президент Чехословаччини.
- Клемент Ґотвальд — лідер Комуністичної партії Чехословаччини.
- Людвік Свобода, очолив перший Чехословацький армійський корпус.
- Карел Клапалек, керував захистом Тобрука та очолював перший Чехословацький армійський корпус (1945).
- Карел Яноушек, організував чехословацькі підрозділи в складі Королівських військово-повітряних сил Великої Британії.

## Королівство Югославія

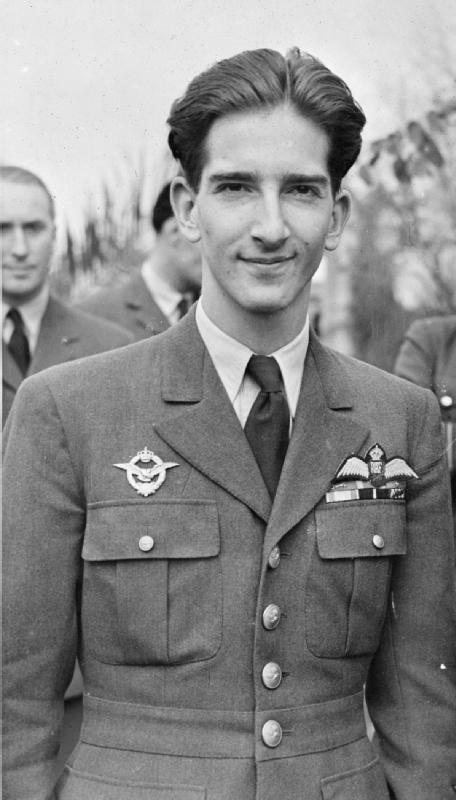
Петро ІІ Карагеоргієвич

- Петро ІІ Карагеоргієвич — король Югославії, царював з 27 березня 1934 до 29 листопада 1945 року.
- Йосип Броз Тіто — командувач югославським партизанським визвольним рухом. 20 жовтня 1944 частини югославських партизан і Радянської Армії увійшли до Белграду, незабаром Югославія була проголошена республікою.
- Душан Симович — начальник Генштабу югославської армії, а потім командувач військово-повітряних сил Югославії.
- Іван Шубашич — 23-й прем'єр-міністр Югославії.